# Nymphargus luminosus
Nymphargus luminosus es una especie de anfibio anuro de la familia Centrolenidae.

## Distribución geográfica
Esta especie es endémica del departamento de Antioquia en Colombia. Habita entre los 1140 y 1430 m sobre el nivel del mar en el lado occidental de la Cordillera Occidental.

## Descripción
Los machos miden de 27.8 a 30.0 mm y las hembras hasta 32.7 mm.

## Publicación original
- Ruiz-Carranza & Lynch, 1995 : Ranas Centrolenidae de Colombia VI. Cuatro nuevas especies de Cochranella de la Cordillera Occidental. Lozania, vol. 63, p. 1-15.[5]